# 基数词
基數詞是描述事物数量的多少的数词。相对的概念是序数词，序数词用来描述事物的顺序。
在汉语的日常交流中，基數是對應量詞的「數」。如例句「有一個橙，有四個柑」，其中的「一」及「四」，即是基数词。

## 内部链接
- 序数词
- 概数词